# 周琼
周琼（4世纪—390年代），东晋官员。父周楚。
周琼劲烈有将略，历任数郡郡守，孝武帝太元十一年（386年）六月代杨亮为梁州刺史、建武将军，领西戎校尉。
太元十四年（389年），东羌校尉窦冲作乱，欲入汉中，安定人皇甫钊、京兆人周勋等图谋接纳。周琼秘密得知，但因失守巴西三郡，兵力弱小，寡不敌众，告急于征虏将军都督司、雍、梁、秦四州军事朱序，朱序遣将军皇甫贞率众赴援。窦冲占据长安东，皇甫钊、周勋散走。周琼收捕皇甫钊、周勋，斩杀之。
太元十五年（390年），上表请求设立汉中太守、晋寿太守、南汉中太守。不久去世（不迟于太元二十年（395年）梁州刺史王正胤在位时）。子周虓。